# Rachel Cathoud
Rachel Cathoud est une comédienne suisse née le 15 mars 1946 à Genève et morte le 27 février 2021 dans la même ville. Elle est la tante de la danseuse et chorégraphe genevoise Prisca Harsch et la mère de Coré Cathoud .

## Biographie
Rachel Cathoud baigne dès sa prime jeunesse dans un milieu littéraire. Son père, écrivain d'origine suisse alémanique, lui demande très tôt de l'aider à traduire ses textes, y compris de théâtre.
Après avoir suivi très jeune un cours de théâtre au Conservatoire de Genève, Rachel Cathoud intègre en 1961 les cours de Philippe Mentha et François Simon, fondateur du Théâtre de Carouge, qui la fait jouer dans ses mises en scène. À 16 ans, elle décide de consacrer sa vie au théâtre et décroche le rôle d’Agnès dans L’École des femmes de Molière, dans une mise en scène de Richard Vachoux pour le spectacle d'ouverture du Nouveau Théâtre de Poche de Genève. Elle est ensuite régulièrement sur la scène de la Comédie de Genève où elle participe aux conférences de Béatrix Dussane sur Un comédien nommé Molière et Beaumarchais et crée, notamment, les personnages d’Édith dans Smara de Paul Lambert mis en scène par Pierre Valde (1965) et de Béatrice dans L’Orpailleur de Jacques Aeschlimann réalisé par Dominique Rozan (1966).
En 1966, elle s'installe à Paris et s’inscrit au Conservatoire en tant qu’auditrice libre pendant deux ans. Durant les dix-sept ans qu'elle passe en France, elle enchaîne les rôles au cinéma, à la télévision et au théâtre. Durant cette période, elle tourne notamment avec Michel Deville, Claude Vital ou Gérard Oury.
Elle retourne à Genève en 1980, enceinte d’une enfant, et joue des pièces du répertoire classique au Théâtre de Carouge, sous la direction notamment de Philippe Morand, Bob Wilson, Françoise Courvoisier, André Steiger. Elle est notamment Roxane dans Cyrano de Bergerac, mis en scène par George Wod ou Catherine de Médicis, dans la pièce homonyme de Monique Lachère. On retient également son interprétation de la Marquise de Merteuil dans Les Liaisons dangereuses de Laclos qu’adapte et monte Philippe Lüscher au Théâtre de l’Orangerie à Genève (1989), puis celle de la reine Clytemnestre dans Iphigénie de Racine, mise en scène par Georges Wilson en 1996.
Le 15 mars 2015, elle fête ses 69 ans sur la scène du Théâtre Alchimic de Carouge pour la dernière représentation de la pièce Jusqu'à ce que la mort nous sépare de Rémi De Vos, dans une mise en scène de Daniel Vouillamoz.   
Rachel Cathoud décède en 2021 à l'âge de 74 ans, des suites de la Covid-19.

## Théâtre
- 1962 : L’École des femmes, mise en scène de Richard Vachoux : Agnès
- 1962 : Arlequin serviteur de deux maîtres de Goldoni, mise en scène de Philippe Mentha : Clarissa
- 1962 : Chamaillis à Chioggia de Goldoni, mis en scène de François Simon : Checca
- 1966 : L'Orpailleur de Jacques Aeschlimann
- 1980 : Cyrano de Bergerac, mise en scène de George Wod : Roxane
- 1982 : Catherine de Médicis, mise en scène de George Wod : Catherine de Médicis
- 1996 : Iphigénie de Racine, mise en scène de Georges Wilson
- 2000 : La Véranda de Monique Lachère, mise en scène de Georges Wod : Irina Tretiakova
- 2000 : Andromaque de Racine, mise en scène de Georges Wod : Cléone
- 2009 : L’école des femmes de Molière, mise en scène de Jean Liermier : Georgette
- 2015 : Jusqu'à ce que la mort nous sépare de Rémi De Vos, mise en scène de Daniel Vouillamoz

## Filmographie

### Cinéma
- 1965 : Morgane ou Le prétendant, d'Alain Boudet
- 1971 : Les Mensonges
- 1972 : Les Joyeux Lurons : Laurence
- 1974 : Le Mouton enragé
- 1976 : Le Chasseur de chez Maxim's : Cri-Cri
- 1977 : La Septième Compagnie au clair de lune : la vendeuse de la mercerie
- 1980 : Une merveilleuse journée : Totoche
- 1980 : Le Coup du parapluie

### Télévision
- 1966 : La Fin de la nuit
- 1968 : Signé Picpus : Berthe
- 1973 : Poker d'As : Hughette de Rhuys
- 1976 : Les Gens de Mogador : Olympe de Sauzade Baze